# La Fabrique des salauds
La Fabrique des salauds (Das kalte Blut , Le sang froid), publié en 2017, est un roman de l'écrivain-scénariste allemand Chris Kraus.

## Résumé
Le récit se déroule sur plusieurs mois de 1974, principalement dans un hôpital de Schwabing, quartier de Munich (Bavière).
Une chambre est occupée par deux hommes hospitalisés pour traumatisme crânien à peu près inopérable.
Le plus âgé, Konstantin Solm, Koja, 65 ans, a une balle dans la tête.
Pour le plus jeune, Sebastian Mörle, Basti, le hippie, la trentaine, "une vis de platine au-dessus de l'oreille" maintient la boîte crânienne, avec tous les risques de surpression, de crises.
Basti, bouddhiste-hindouiste, considère que son voisin est formidable. Il ne comprend rien aux quelques visites que Koja reçoit, et en exige quelques explications.
Koja raconte sa longue histoire à cet unique destinataire en présence, bien que l'autre destinataire, en absence, est cette Ev qu'il évoque.
Le récit déstabilise l'auditeur, le perturbe.
Gerta, l'infirmière de nuit, fournit quelque réconfort à Basti, et alimente la splendeur de ses plantes vertes avec les liquides céphalo-rachidiens évacués par l'installation de Basti.
Périodiquement, le docteur grec Papadopoulos intervient.
Le reste de l'hôpital est à peu près ignoré.

## Personnages fictifs
- Konstantin Solm, Koja, Kojaschka, Koljascha, né en 1909, alias Heinrich Dürer, Jeremias Himmelreich, etc, peintre, architecte, agent secret,
- Hubert Solm, Hub, Hubsi, né en 1905, frère aîné de Koja, agitateur politique, organisateur, agent secret,
- Eva Solm, Ev, née en 1911, sœur adoptive de Hubert et Konstantin en 1918, fille du médecin pédiatre Marius Meyer (famille juive convertie au christianisme) et de Barbara Muhr, et plutôt du serveur Marian Meyer et de Bathia Murmelstein
- Anna Solm, fille unique d'Eva, morte en enfance,
- Maja Dserschinkskaja, espionne russe, grand amour de Koja,
- Monika, secrétaire de Koja marchand d'art à Munich, amoureuse déçue, disparue en Australie,
- David Grün, psychiatre d'Ev, en Allemagne...

Le seul personnage strictement cantonné au rôle de destinataire des paroles de Konstantin Solm (en 1974, à l'hôpital) est :
- Sebastian Mörle, Basti, né vers 1944, accidenté, bouddhiste, croyant au Bien, vite déprimé, écœuré, ravagé par les révélations, qui sont tout sauf une illumination bouddhiste.

## Progression
Le livre est précédé d'un avant-propos de l'auteur.
La partie "Remerciements" signale l'origine du récit, des informations, des aides : la fiction sert à évoquer des pans entiers de l'Allemagne et des Allemands entre 1915 et 1970, dans le domaine de la violence d'État, à travers les services secrets et leurs agents.

### ILa pomme rouge
La famille Solm se compose du père, Theo Johannes Ottokar, bourgeois noceur et fauché, artiste peintre, employé comme professeur de dessin de ma mère, épouse, vers 1904, son élève, Anna Marie Sybille Delphine, née en 1875, encore vivante en 1974, baronne von Schilling, liée à la Famille von Uexküll.
La position de la Famille von Schilling, opposée au mariage, lui offre quelques opportunités. Il devient vite spécialiste de portrait de toute la noblesse des provinces russes de la mer Baltique, du Baltikum. Mais aussi des petits portraits et des fresques osées des maisons Art Déco de Riga et des lieux de prostitution.
Le grand-père, Grosspaping, Hubert Konstantin Solm, Huko, est un pasteur évangéliste de campagne, capable toutefois de faire des sermons en letton.
Ces familles sont germano-baltes, prises de cours lors des révoltes paysannes de 1905 : ces bolcheviks assiègent puis assassinent le grand-père un peu rigide.
L’annus horribilis entraîne le déménagement familial (de la mère enceinte de neuf mois), l'installation à Riga : le premier fils s'appelle donc Hubert.
Et la Calville, pomme rouge d'automne, qui a accompagné la mort de Huko devient le symbole de notre indéfectible unité.
Anna Iwanovna, gouvernante russe du grand-père, fait l'éducation russophone des deux enfants, et introduit en 1917 ou 1918, une rescapée de la guerre civile russe, avec massacres, expropriations, ruines.
Eva, orpheline, originaire de Daugavpils, fille du médecin Marius Meyer et de Barbara Muhr, devient vite la sœur intime de Konstantin, et lui apprend le yiddish.
Aux débuts de la République de Lettonie (1918-1940) de Kārlis Ulmanis, Riga fonctionne dans une ambiance apartheid (p. 99) : Hubert peut étudier la théologie évangéliste, et Ev la médecine, mais Koja, reçu premier à l'examen aux Beaux-Arts, est interdit de peinture car germano-balte, et réorienté, par hommage au père peintre, en architecture.
Eva, 20 ans, tombe amoureuse d'un merveilleux étudiant en médecine, Erhard Speiser, excellent orateur, vite chef des Jeunesses allemandes de Lettonie, pas encore officiellement national-socialistes.
Hubert, foi superbe et inaltérable, autorité naturelle, sociabilité, irrésistible énergie, gueulard, sportif (mensur), devient le numéro deux, salarié.
Et Konstantin, artiste et réservé, finit, presque par solidarité familiale, et pour l'emploi salarié, quand le père se retrouve hémiplégique, par accepter de prendre en charge les activités culturelles du groupe.
Lors de leur supposée formation en Allemagne, le trio est présenté (par Erhard) à Reinhard Heydrich.
Parmi les tâches : observer, infiltrer, surveiller, ficher, synthétiser (listes noires), informer, liquider.
Koja peint des paysages, des arbres, dessine des installations militaires lettones.
Les fascistes lettons n'aiment guère les germano-baltes. Déjà un agent double (Mortimer MacLeach), un ami américain (Donald Day, du Chicago Tribune)), une amie danseuse caribéenne (Mary-Lou), et des risques pour Koja d'être déconsidéré, et refusé dans la SS.
Erhard Sneiper est finalement promu président de la communauté populaire allemande (Volksdeutsche).
Ses Burgondes, Hub et Koja, l'assistent efficacement.
Erhard et Ev se sont épousés. Puis, Ev s'est écartée, et vit en discrétion son amour avec Hub.
Pour son 34ème anniversaire, Mary-Lou offre à Hub un Monopoly qu'il rejette, jeu de juifs, interdit en Allemagne.
L'accord secret Allemagne-Russie pas encore officialisé, il s'agit d'organiser l'évacuation de 8 000 Allemands en Pologne.
Cet exode irrévocable force Koja à collecter tous les documents administratifs (et archives généalogiques) permettant par la suite d'établir des certificats d'aryanisation.
C'est compliqué pour les Solm (bien que du Drang nach Osten), plus encore pour Eva.
Et le Jugendführer est amené à soudoyer rabbin et notaire pour des faux papiers : atmosphère d'infinie béatitude, de fatalité et d'abyssalité (p. 194), avant un éventuel mariage Hubert-Eva.
Le 15 décembre 1939, le Bermerhaven embarque les derniers exilés, dont presque la totalité aura été éliminée un an plus tard.

### IIL'ordre noir
Dans la Pologne occupée , sanatorium géant, la famille regroupée (à 5) des deux simples fonctionnaires nazis est affectée à Poznań, après quelques nuits d'hôtel, logée dans une villa de banlieue réquisitionnée d'office, encore chauffée et meublée.
Koja est chargé de la surveillance balte : trier ceux qui méritent de rester et ceux à expédier à Dachau. La routine avec un zeste de folie.
Le travail de la doctoresse Eva Solm ne l'empêche pas de voir ce wagon de déportation plein oublié six jours sur une voie.
Koja est chargé, lors d'un supposé voyage culturel, du rapatriement en Allemagne (avec le chauffeur L'Ivrogne et l'assistant personnel Möllenhauer) de 100 000 Souabes de Bessarabie, en collaboration avec les Russes (Major Uralow, et ravissante traductrice espionne de 18 ans, Maja).
Puis il est chargé par le chef du contre-espionnage Walter Schellenberg de traiter Mme Kedia, épouse d'un magnat géorgien suspect.
Puis il est réexpédié à Pretzsch (Saxe), à l'École de la police des frontières, par l'entremise d'Hubert (anguille), mais déjà évacuée et rapatriée près de Riga, en juillet 1941.
Cette mutation punitive empêche Koja d'être broyé à Paris pour incompétence.
Il lui promet de l'éloigner de l'abîme des détails concrets de l'élimination de tous les Juifs.
Mais Koja est astreint par Walter Schellenberg à une scène de massacre de Juifs de Daugavpils...
Le temps d'une visite officielle, il devient adjudant civilisationnel d'Heinrich Himmler, qui l'apprécie.
Après Léningrad et Vichnieva, Konstantin est chargé, dès novembre 1942, de l'Opération Zeppelin, former quelque 400 prisonniers russes ralliés à devenir saboteurs derrière les lignes russes, et d'abord à les dompter. Ses compétences en russe facilitent la tâche, au moins autant que son homme de confiance, l'Ouzbek Grishan.
L'opération se met minutieusement en place, à partir de Pskov et du domaine d'Hallahalnija, avec élimination de tout cas suspect, et développement de technologies adaptées. Les deux premiers candidats (opération "Heure de gloire") sont Piotr Politow, l’arme parfaite, et Natascha Schilowa, mariés pour l'occasion. Schilowa est formée par Maja retrouvée. Au dernier moment, il est décidé contre l'avis de Koja et au mépris des documents fournis, le couple envoyé (à la mort) est Piotr et Maja.
Entre temps, Eva, qui travaille comme médecin militaire à Auschwitz, s'est mise en danger, par refus de violence médicalisée contre les internés : Hubert charge son frère de l'évacuer de force, avant qu'elle ne soit éliminée.
Eva va désormais chercher à établir et diffuser la vérité sur le sort des Juifs en Europe.
Elle accouche d'une fille dont le père est sûrement Koja.

### IIILe Veau d'or
Après la prise de Riga par l'Armée rouge, trois ans de Loubianka, et d'interrogatoires sous les ordres du camarade Nikita, avec chantage sur Maja, Koja accepte de travailler pour le NKVD, en rejoignant l'Allemagne et Reinhard Gehlen (1902-1979), son Organisation (l'Org), réunissant une partie des transfuges des services secrets du Reich, au service de MM (le Moindre Mal) (qui reprend l'Office of Strategic Services ou OSS), la CIA, en autarcie presque totale au Camp Nikolaus, à Pullach im Isartal : Reichssiedlung Rudolf Heß (de), BND-Liegenschaft in Pullach (de), Villa Bormann.
Le gouvernement lui préférant Otto John, du (futur) Office fédéral de protection de la constitution, Gehlen cherche à se débarrasser de Otto John, en le compromettant. 
Koja, unique résident autorisé de l'Org hors-Pullach, tient sous le nom d'Heinrich Dürer une galerie d'art : œuvres détournées des restitutions d'objets volés, faux assumés par Dürer, pour attirer le collectionneur Otto John.
Parmi les intervenants : Wolfgang Wohlgemut (Wowo), Albert Radke (de), Heinz Felfe.
Les actions anticommunistes de Gehlen et surtout d'Hubert (unités secrètes expédiées derrière le rideau de fer) mènent à de nombreux échecs, sans doute parce qu'une taupe à Pullach donne des renseignements aux soviétiques.
Dürer y gagne de petites vacances à Berlin-Est, en quartier protégé, avec Maja, rescapée des tortures, corps ravagé, avec la promesse d'une réunion dès que Gehlen aura remplacé Otto John, trop peu manipulable.
Koja offre à Anna sa propre version illustrée des Nibelungen.
Les relations Hubert-Konstantin sont très tendues.
Quelques autres pistes d'activités sont signalées, mais non traitées : Projet Artichaut. noyautage de guérilla ukrainienne (Stepan Bandera).

### IVNoir rouge or
En 1952, à Wassenaar (Pays-Bas), par le "Traité de Luxembourg", Israël et la République fédérale allemande régularisent leurs relations.
L'idée d'Ev de partir en Israël rencontre la possibilité pour Koja de l'accompagner comme "résident en Palestine", à Tel Aviv, pour le compte de l'Organisation Gehlen, travaillant sous couverture de la CIA : Reinhard Gehlen (1902-1979), Doktor Hach, Fritz-Palestine, Wolfgang Sangkehl, Heinz Herre (de) (1909-1988).
Koja prend l'identité de Jeremias Himmelreich, juif estonien, chirurgien de formation, qui lui enseigne l'hébreu, et finit par se suicider de désespoir.
Koja se fait circoncire, et Koja et Ev se marient pour faire un couple présentable pour l'émigration en Israël.
En 1956, ils s'installent à Tel Aviv, en quartier plutôt germanophone, elle comme médecin, lui comme marchand d'art.
Sous la responsabilité de Donald Day (CIA), il participe à une unique réunion hebdomadaire, jusqu'à une réunion informelle (Tal, Shimon Peres, Isser Harel (1912-2003)) : livraison d'armes au bénéfice du nouvel État.
La négociation passe par Franz Joseph Strauss, Haim Laskov, Asher Ben-Natan (de) (1921-2014), et le peintre baroque Hans Georg Asam (1649-1711).
Durant cinq années, Jeremias travaille également pour le Mossad en Israël, surtout grâce à Ev (en voyage) comme chasseuse d'anciens nazis : Klaus Barbie, Alois Brunner, Walter Rauff, Hartmann Lauterbacher, Hans Globke, Adolf Eichmann, Heinz Felfe, Wolfgfand Lotz, au risque de déstabiliser le BND (Service fédéral de renseignement).
Le grand chef décide de retirer Jeremias d'Israël, de l'installer avec Ev dans une maison forte, comme résident du Mossad, à Munich-Schwabing.
Puis : Opération Damoclès, Heinz Krug, Otto John (en), Meir Amit, Institut d'histoire contemporaine de Munich.
Sur pression (et non recommandation) de Ernst Achenbach (FDP, Bundestag), le ministre Gustav Heinemann (Heinzelmann) embauche Jeremias comme conseiller honoraire du Ministre de la Justice en matière de violences nationales-socialistes pour contrer la puissances des anciens du NSDAP dans son administration.
Mais la Große Strafrechtsreform (de) est torpillée et doublée par une réforme des amendes de circulation, votée à l'unanimité, et qui empêche la plupart des poursuites contre les crimes de l'époque nazie : Eduard Dreher (de), Adolf Arndt (de), Erhard Sneiper...
Et c'est déjà les années récentes, mai 1968 à Paris, prise d'otages des Jeux olympiques de Munich (septembre 1972)... et cette balle dans la tête.